# Чурикова, Яна Алексеевна
Я́на Алексе́евна Чу́рикова (род. 6 ноября 1978, Москва) — российская телеведущая, журналистка, общественный деятель, телепродюсер, сценаристка, главный редактор и актриса. Сопредседатель Российского движения школьников (с 28 марта 2016 года), член Академии российского телевидения (с 2007 года). Вела программу «Фабрика звёзд» на «Первом канале» (2002—2012), была руководителем каналов молодёжного и музыкального вещания холдинга Paramount Global: MTV Россия, MTV Live HD, MTV 80s, MTV 90s и MTV 00s (2013—2022). Ведущая «Голос. Дети» (с 2022 года) и «Голос» (с 2023 года).

## Биография

### Ранние годы
Родилась 6 ноября 1978 года в Москве. В школу пошла в 1985 году в Венгрии по месту службы отца, военнослужащего.
В 1992—1996 годах работала в газете «Глагол» корреспондентом.
В 1995—2000 годах проходила обучение в МГУ им. М. В. Ломоносова на отделении телевидения и радиовещания факультета журналистики. Окончила университет в 2000 году. Дипломная работа — «Влияние музыкального телевидения на массовое сознание на примере телеканала MTV» — была защищена в июне 2000 года. После этого Чурикова поступила в аспирантуру университета.

### Телевидение
С 1996 года — корреспондент АТВ в программе «Времечко».
С 1998 по 2002 год вела на MTV Россия программы «Большое кино», «12 злобных зрителей».
С апреля 2002 года работала на «Первом канале». Дебютировала на канале в качестве ведущей молодёжной развлекательной программы «Объектив». Затем последовательно вела такие телевизионные программы, как «Доброе утро», «Фабрика звёзд», «Золотой граммофон», «История песни», «Жестокие игры», телевизионные концерты и др. С 2009 года является комментатором полуфиналов и финалов «Евровидения» c российской стороны, ранее объявляла результаты голосования российских телезрителей по итогам конкурса.
Одновременно, с 2002 по 2004 год занимала должность заместителя начальника отдела производства программ MTV Россия. В период с 2004 по 2007 год работала в Телекомпании ВИD. В 2007 году Яна Чурикова вместе с Александром Кесселем перешла в созданную продюсером Ларисой Синельщиковой компанию «Красный квадрат».
С 2009 года — художественный руководитель Школы-студии ЭКТВ.
С ноября 2011 по ноябрь 2012 года — ведущая музыкального хит-парада «Красная звезда» на «Первом канале».
С 23 июня по 25 августа 2013 года — ведущая музыкального телепроекта «Универсальный артист» на «Первом канале».
С октября 2013 по сентябрь 2022 года являлась генеральным директором обновлённого телеканала MTV Россия. В феврале 2014 года была назначена руководителем молодёжных и музыкальных телеканалов медиахолдинга Viacom (с декабря 2019 года — ViacomCBS, с февраля 2022 года — Paramount Global) в России (MTV Россия, MTV Live HD, MTV 80s, MTV 90s и MTV 00s). В прошлом в группу входили телеканалы MTV Rocks, MTV Hits, MTV Dance, VH1 и VH1 Classic.
С 14 апреля 2017 по 20 октября 2018 года — ведущая обновлённой передачи «12 злобных зрителей» на кабельном телеканале MTV Россия.
С 16 сентября по 23 декабря 2017 года — креативный продюсер шоу «Короли фанеры» на «Первом канале».
С 2022 года — ведущая проекта «Голос. Дети» вместо Дмитрия Нагиева.
С 2023 года — ведущая проекта «Голос» вместо Дмитрия Нагиева

## Участие в других проектах
1 апреля 2005 года сыграла в составе команды ведущих «Первого канала» в юбилейной серии игр «Что? Где? Когда?», посвященной 30-летию игры. Весной 2007 года принимала участие в проекте «Первого канала» «Цирк со звёздами».
С октября 2007 по май 2009 и с декабря 2010 по декабрь 2011 года Чурикова была главным редактором глянцевого журнала «Viva! Russia».
В 2013 году была ведущей на открытии стадиона «Анжи-Арена» вместе с Андреем Малаховым. Также была послом летней Универсиады 2013 года в Казани, ведущей на Церемонии открытия, на шоу, предварявших церемонии открытия и закрытия зимних Олимпийских игр 2014 года в Сочи.
В 2015 году стала победительницей шоу «Вместе с дельфинами».
В 2017 году — Посол Всемирного фестиваля молодежи и студентов.
В 2018 году — Посол Года Добровольца, ведущая интернет-проекта «#наМузыке» (вместе с Александром Листьевым), производством которого занимались «Красный квадрат», MTV Россия и «Яндекс.Музыка».
Была избрана Федеральным послом Чемпионата мира по футболу-2018.
29 марта 2019 года выступила модератором в ходе стрима VKLIVE премьер-министра РФ Дмитрия Медведева в социальной сети «Вконтакте».
С февраля по июль 2021 года вела собственный YouTube-канал «ЯНА ЧУ», на котором занималась освещением подготовки и проведения конкурса «Евровидение».

## Общественная позиция
На президентских выборах 2018 года являлась доверенным лицом кандидата Владимира Путина. Также вместе с Дмитрием Губерниевым и Фёдором Бондарчуком вела концерт в поддержку кандидатуры Путина в Лужниках 3 марта 2018 года.

## Семья
Отец — Алексей Чуриков — военный. Мать — Елена Вадимовна Чурикова — экономист.
Первый муж — Иван Цыбин (2004—2008).
Второй муж — Денис Лазарев (2011—2015). Дочь — Таисия Лазарева (род. 26 мая 2009).

## Фильмография
- 2006—2010 — телесериал «Счастливы вместе» — камео

### Дубляж
- 2006 — «Смывайся!» (мультфильм) — Рита Мэлоун[61]
- 2020 — «Это Пони» (мультсериал) — Мама[62]